# Mathieu Lamberty
Pour les articles homonymes, voir Lamberty.
Œuvres principales
Hei kann ech net bleiwen, Domine salvam fac, Compositions, An der grousser hellger Nuecht
Mathieu Lamberty, né le 18 juin 1911 à Molenbeek-Saint-Jean (Belgique) et mort le 16 décembre 1993 à Luxembourg (Luxembourg), est un compositeur, chef d'orchestre, professeur de musique et organiste belgo-luxembourgeois. 

## Biographie
Après avoir été professeur dans un lycée belge, il rejoint le Luxembourg. Après la Seconde Guerre mondiale, il joue de l'orgue au Belair et enseigne en tant que professeur de musique à l'École industrielle au Limpertsberg.
Mathieu Lamberty compose des œuvres musicales spirituelles et profanes, des arrangements, entre autres pour la Loterie nationale luxembourgeoise et une opérette, De Clochard.

## Œuvres
- Mein Elternhaus[1]
- Hei kann ech net bleiwen[1]
- Domine salvam fac (1935) [1]
- Compositions (1992) [1]
- De Muselwäin [2]
- An der grousser hellger Nuecht (1994) [1]